# Francisco I. Madero, Campeche
Francisco I. Madero är en ort i Mexiko.   Den ligger i kommunen Escárcega och delstaten Campeche, i den sydöstra delen av landet, 900 km öster om huvudstaden Mexico City. Francisco I. Madero ligger 91 meter över havet och antalet invånare är 328.
Terrängen runt Francisco I. Madero är platt. Runt Francisco I. Madero är det glesbefolkat, med 11 invånare per kvadratkilometer. Närmaste större samhälle är Don Samuel, 3,1 km öster om Francisco I. Madero. Omgivningarna runt Francisco I. Madero är en mosaik av jordbruksmark och naturlig växtlighet.